# 侯緘
侯緘（1488年—1546年），字世言，號三峰，浙江台州府臨海縣人，明朝政治人物。

## 生平
正德八年（1513年）浙江鄉試第三十二名舉人。正德十六年（1521年）中式辛巳科會試第二百九十七名，登第三甲第六十六名進士。历官刑部广西司主事、江西司郎中，出为池州府知府，嘉靖十四年升江西按察司副使，十七年七月升四川布政司右参政，升广东按察使，二十一年六月升贵州右布政使，二十二年十一月提调贵州乡试時出错，降三级为雲南按察司副使，二十四年五月升江西按察使，官至福建右布政使，卒于官。

## 家族
曾祖侯丕，曾任翰林院檢討；祖父侯儻；父侯隗，母沈氏。严侍下。從兄侯槃（同科會試中式舉人）。